# 게살버거
게살버거(영어: Krabby Patty)는 애니메이션 TV 시리즈 《네모바지 스폰지밥》에 나오는 가상 레스토랑 집게리아에서 판매하는 베지 버거이다. 집게리아의 창립자 집게사장과 그의 적대 관계인 플랑크톤과 캐런이 만들었으며 집게리아의 트레이드마크 음식이자 비키니 시티에서 가장 유명한 햄버거이다. 집게리아에서 게살버거를 만드는 주인공 스폰지밥은 게살버거를 만드는데 일가견이 있으며 항상 게살버거를 만드는 데에 자부심을 느낀다. 반면 플랑크톤은 집게리아의 집게사장 사무실 금고에 있는 게살버거 비밀 요리법을 훔치기 위해 고군분투한다.
《네모바지 스폰지밥》 시즌5의 첫 번째 에피소드 〈예전엔 친구였네〉(Friend or Foe)에서 과거 친구 사이였던 집게사장과 플랑크톤이 건강을 해치는 레스토랑인 스팅키 버거(Stinky Burgers)와 경쟁하기 위해 게살버거를 만들었다는 것이 밝혀졌다.

## 개요
게살버거는 《네모바지 스폰지밥 시즌 1》의 첫 화 "직원 모집(Help Wanted)"에서 처음 등장하였다.
게살버거는 집게리아의 대표 메뉴이며 비키니 시티에서 가장 성공적인 음식 중 하나이다. 게살버거의 요리법은 집게리아 및 집게사장의 영업 비밀이며, 집게사장의 경쟁자인 플랑크톤이 이 비밀 요리법을 획득하기 위해 고군분투하는 내용은 시리즈 전체에서 반복적으로 다루어지는 주요 주제이다. 평소 돈을 밝히는 집게사장은 비키니 시티에서 게살버거를 독과점으로 운영하기 때문에 게살버거의 가격을 올려 폭리하기도 한다. 집게리아는 드라이브스루를 통해 게살버거를 판매하기도 하는데 이는 에피소드 〈우정과 자존심〉(Driven to Tears) 및 〈드라이브 스루〉(Drive Thru)와 영화 《스폰지밥 3D》에서도 확인할 수 있다.

## 재료
게살버거는 베지 버거이며 따라서 고기가 없는 냉동 버거로 만들어진다. 게살버거의 주재료는 번, 패티, 피클, 양상추, 토마토, 치즈, 케첩, 머스터드, 양파이다. 또한 게살버거의 비밀 요리법에 따라 하나 이상의 비밀 재료가 포함될 수도 있지만, 해당 비밀 재료는 아직 시리즈에서 공개된 적이 없다.
집게리아의 메뉴인 Galley Grub은 감자튀김, 탄산음료 등 일반적인 패스트푸드 품목으로 구성되어 있다. 네모바지 스폰지밥의 영화 버전인 《스폰지밥 3D》에서 집게사장은 "게살버거는 우리 모두를 하나로 묶는 것입니다! 그것이 없으면 사회 질서가 완전히 붕괴될 것입니다!"라고 말하기도 했다. 《네모바지 스폰지밥 시즌 1》의 에피소드 〈피클이 빠졌어!〉(Pickles)에서는 스폰지밥이 게살버거를 만드는 과정에서 두 개의 빵 사이에 패티, 양상추, 치즈, 양파, 토마토, 케첩, 머스타드, 피클이 순서대로 들어가는 장면이 나온다.